# Лоанґо
4°42′38″ пд. ш. 11°50′16″ сх. д. / 4.7106° пд. ш. 11.8378° сх. д.
Лоанґо, або Королівство Лоанґо — ранньодержавне утворення народу вілі, яке склалось не пізніше XVI ст. на західному узбережжі Екваторіальної Африки, від гирла річки Квілу (річка) до річки Лоеме (на території сучасного Конго).

## Історія
Королівство Лоанґо з'явилося у XIV столітті, у якості частини Королівства Конго. Між 1512 та 1570 роками від Королівства Конго відокремився народ фіоте, який населяв територію Лоанґо. Наприкінці XVI століття Лоанґо вибороло незалежність від Королівства Конго. У XVIII столітті держава була торгівельним та економічним центром Західної і Центральної Африки.
Священною столицею Лоанґо було велике селище Буалі (або Мбанза-Лоанґо), де розташовувалася резиденція нтіну, або малоанґо (верховного правителя). До смерті 1766 року Н'Ґангуе М'Вумбе панувала абсолютна монархія. З кінця XVIII ст. точилася боротьба між кланами Нката і Конді. В цей час за наказом Н'Ґангуе М'Вумбе Ніамбі розбудовується портове місто Діоссо. Близько 1840 року перемогу у міжклановій боротьбі за владу здобув клан Нката.

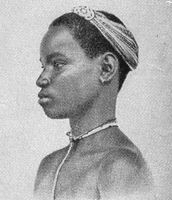
Дівчина Лоанґо

Головним зайняттям мешканців було підсічно-вогневе мотичне землеробство. У XVII—XVIII ст. на території Лоанґо процвітала работоргівля. У 1870-х рр. королівство розпалося на кілька незалежних державних утворень. 1883 року Мое Макосо Чінкосо визнав протекторат Франції. Після Берлінської конференції 1884—1885 рр. територія увійшла до складу Французького Конго.